# Młodzieżowe Drużynowe Mistrzostwa Polski na Żużlu 1986
Młodzieżowe Drużynowe Mistrzostwa Polski 1986 – zawody żużlowe, mające na celu wyłonienie medalistów młodzieżowych drużynowych mistrzostw Polski w sezonie 1986. Rozegrano eliminacje w czterech grupach oraz finał.

## Finał
- Zielona Góra, 30 września 1986
- Sędzia: Marek Czernecki

| Msc |                                                                                           | Drużyna / Zawodnik                        | Biegi                    | Punkty |
| --- | ----------------------------------------------------------------------------------------- | ----------------------------------------- | ------------------------ | ------ |
| 1   |                                                                                           | Stal Gorzów Wielkopolski                  | Stal Gorzów Wielkopolski | 39     |
| 1   | Piotr Świst Cezary Owiżyc Jarosław Gała Mirosław Daniszewski Andrzej Pawliszak            | (3,3,3) (1,3,2,3) (3,3,2,3) (2,3,3,2) (0) | 9 9 11 10 0              |        |
| 2   |                                                                                           | Polonia Bydgoszcz                         | Polonia Bydgoszcz        | 28     |
| 2   | Ryszard Dołomisiewicz Andrzej Pietrzak Wojciech Kaczmarek Krzysztof Ziarnik Jacek Woźniak | (3,d,1,3) (2,u,0) (2,2,2,2) (2,2,3,3) (1) | 7 2 8 10 1               |        |
| 3   |                                                                                           | Falubaz Zielona Góra                      | Falubaz Zielona Góra     | 22     |
| 3   | Jarosław Szymkowiak Sławomir Dudek Marek Molka Robert Mordal Dariusz Michalak             | (d,u,1,2) (1,1,1,2) (3,1,3,1) (1) (2,2,1) | 3 5 8 1 5                |        |
| 4   |                                                                                           | Unia Tarnów                               | Unia Tarnów              | 7      |
| 4   | Janusz Kapustka Marek Iwaniec Andrzej Bykiewicz Artur Taraska                             | (0,0,1,1) (u,1,0,0) (0,2,d,0) (1,1,u,0)   | 2 1 2                    |        |